# Johan Paulik
Daniel Ferenčik (Bratislava, 14 maart 1975) is een acteur en model in homopornografie. Zijn pseudoniem is Johan Paulik.

## Levensverhaal
Ferenčik begon zijn carrière als professioneel danser. In 1993 werd hij ontdekt door George Duroy van productiehuis Bel Ami. Een jaar later debuteerde hij in de speelfilm Sauna Paradiso van concurrent Falcon Entertainment. In datzelfde jaar was hij te zien in de film Lukas Story van Bel Ami. Tot en met 1997 bleef Ferenčik ook werkzaam voor Falcon Entertainment, maar daarna verbond hij zich exclusief aan Bel Ami. Daar was hij te zien in ongeveer 15 pornografische films. Na verloop van tijd ging Ferenčik zich ook achter de schermen ontwikkelen. Hij regisseerde en produceerde de vierdelige documentaireserie Johan's Journal tussen 2008 en 2010.
In de beginperiode omschreef Ferenčik zich als heteroseksueel, maar recentelijk omschreef hij zichzelf als biseksueel.

## Filmografie

### Acteur
- Sauna Paradiso (1994)
- Lukas Story (1994)
- Blue Danube (1995)
- Lukas Story 2: When Boy Meets Boy (1995)
- Siberian Heat (1995)
- Out At Last 1 (1996)
- Vulcan: Boys of Summer (1996)
- The First Time Summer (1996)
- Chain Reaction 1 (1997)
- An American in Prague (1997)
- Sunshine After The Rain (1997)
- Johan's Big Chance (1998)
- You're Gorgeous (1998)
- All About Bel Ami (2001)
- Cover Boys (2001)
- Souvenirs (2002)
- Splash (2002)

### Regie
- Johan's Journal (4 edities, 2008-2010)

- International Standard Name Identifier: 0000 0004 6021 6153
- Virtual International Authority File: 1640149416747089730007